# Təsi
Təsi è un comune dell'Azerbaigian situato nel distretto di Qobustan. Conta una popolazione di 340 abitanti.